# Borohidruro

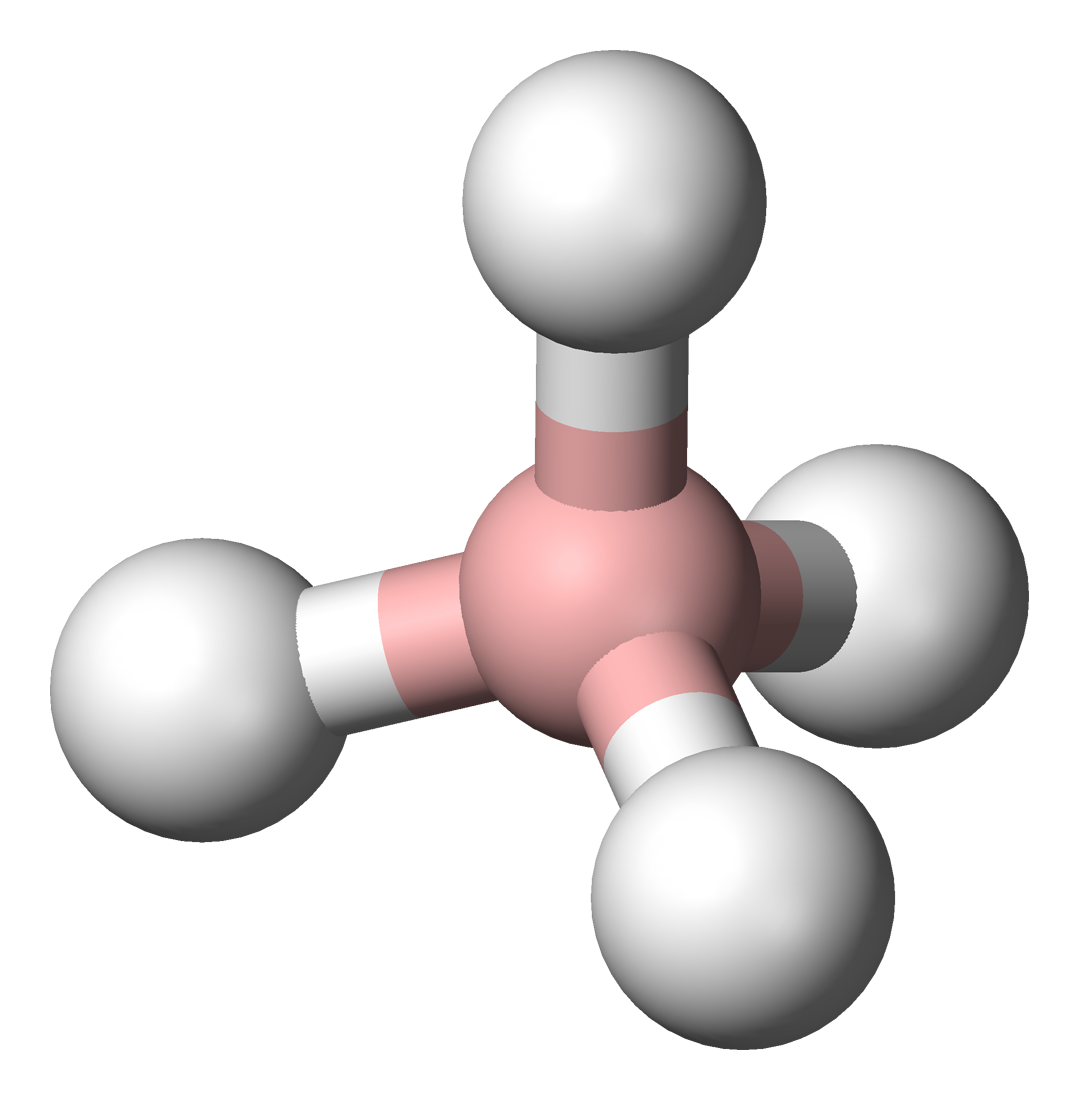
Estructura 3D del anión tetrahidroborato, [BH4]-

Borohidruro se refiere al anión [BH4]− también llamado tetrahidroborato, y a sus sales. Borohidruro o hidroborato es también el término utilizado para compuestos que contienen [BH4−nXn]−, donde n es un número entero de 0 a 3, por ejemplo cianoborohidruro o cianotrihidroborato [BH3(CN)]− y trietilborohidruro o trietilhidroborato [BH(CH2CH3)3]−. Los borohidruros se utilizan ampliamente como agentes reductores en síntesis orgánica. Los borohidruros más importantes son el borohidruro de litio y el borohidruro de sodio, pero se conocen bien otras sales (véase la tabla). Los tetrahidroboratos también tienen interés académico e industrial en química inorgánica.

## Historia
Los borohidruros de metales alcalinos fueron descritos por primera vez en 1940 por Hermann Irving Schlesinger y Herbert C. Brown. Sintetizaron el borohidruro de litio Li[BH4] a partir del diborano B2H6:
   2 MH + B2H6 → 2 M[BH4], donde M = Li, Na, K, Rb, Cs, etc.
Los métodos actuales implican la reducción del trimetil borato con hidruro de sodio.

## Estructura
En el anión borohidruro y en la mayoría de sus modificaciones, el boro tiene una estructura tetraédrica. La reactividad de los enlaces B-H depende de los otros ligandos. Los grupos etilo liberadores de electrones como en el trietilborohidruro hacen que el centro B-H sea altamente nucleofílico. Por el contrario, el cianoborohidruro es un reductor más débil debido al sustituyente ciano que retira electrones. El contracatión también influye en el poder reductor del reactivo.
| Borohidruro [No. CAS]     | Peso molecular (g/mol) | Densidad del hidrógeno | Densidad (g/cm3) | Punto de fusión (°C)   | Solubilidad en agua (g/100 mL at 25 °C) | Solubilidad en MeOH (g/100 mL, 25 °C) | Solubilidad en Et2O (g/100 mL, 25 °C) | Solubilidad en THF (g/100 mL at 25 °C) |
| ------------------------- | ---------------------- | ---------------------- | ---------------- | ---------------------- | --------------------------------------- | ------------------------------------- | ------------------------------------- | -------------------------------------- |
| Li[BH 4] [16949-15-8]     | 21.78                  | 18.5                   | 0.66             | 280                    | 20.9                                    | Se descompone (44 en EtOH)            | 4.3                                   | 22.5                                   |
| Na[BH 4] [16940-66-2]     | 37.83                  | 10.6                   | 1.07             | 505                    | 55                                      | 16.4 (at 20 °C)                       | Insoluble                             | 0.1 (a 20 °C)                          |
| Na[BH 3(CN)] [25895-60-7] | 62.84                  | 6.4                    | 1.20             | 240 con descomposición | Tolerado                                | 217                                   | Insoluble                             | 36                                     |
| K[BH 4] [13762-51-1]      | 53.94                  | 7.4                    | 1.17             | 585 (bajo H 2)         | 19                                      | Insoluble                             | Insoluble                             | Insoluble                              |
| Li[BHEt 3] [22560-16-3]   | 105.94                 | 0.95                   | Desconocido      | Desconocido            | Se descompone                           | Se descompone                         | N/A                                   | Alto (suministrado comercialmente)     |

## Usos
El borohidruro de sodio es el borohidruro que se produce a mayor escala industrial, estimada en 5000 toneladas/año en 2002. El uso principal es la reducción de dióxido de azufre para dar ditionito de sodio:
Na[BH4] + 8 NaOH + 8 SO2 → 4 Na2S2O4 + NaBO2 + 6 H2O
El ditionito se utiliza para blanquear la pasta de madera[2]. El borohidruro de sodio también se utiliza para reducir aldehídos y cetonas en la producción de productos farmacéuticos, como el cloranfenicol, el tiofenicol, la vitamina A, la atropina y la escopolamina, así como muchos saborizantes y aromas.

### Aplicaciones potenciales
Debido a su alto contenido en hidrógeno, los complejos y sales de borohidruro han despertado interés en el contexto del almacenamiento de hidrógeno. Reminiscentes de los trabajos relacionados con el borano amoniacal, los retos se asocian a una cinética lenta y bajos rendimientos de hidrógeno, así como a problemas con la regeneración de los borohidruros parentales. 

## Complejos de coordinación

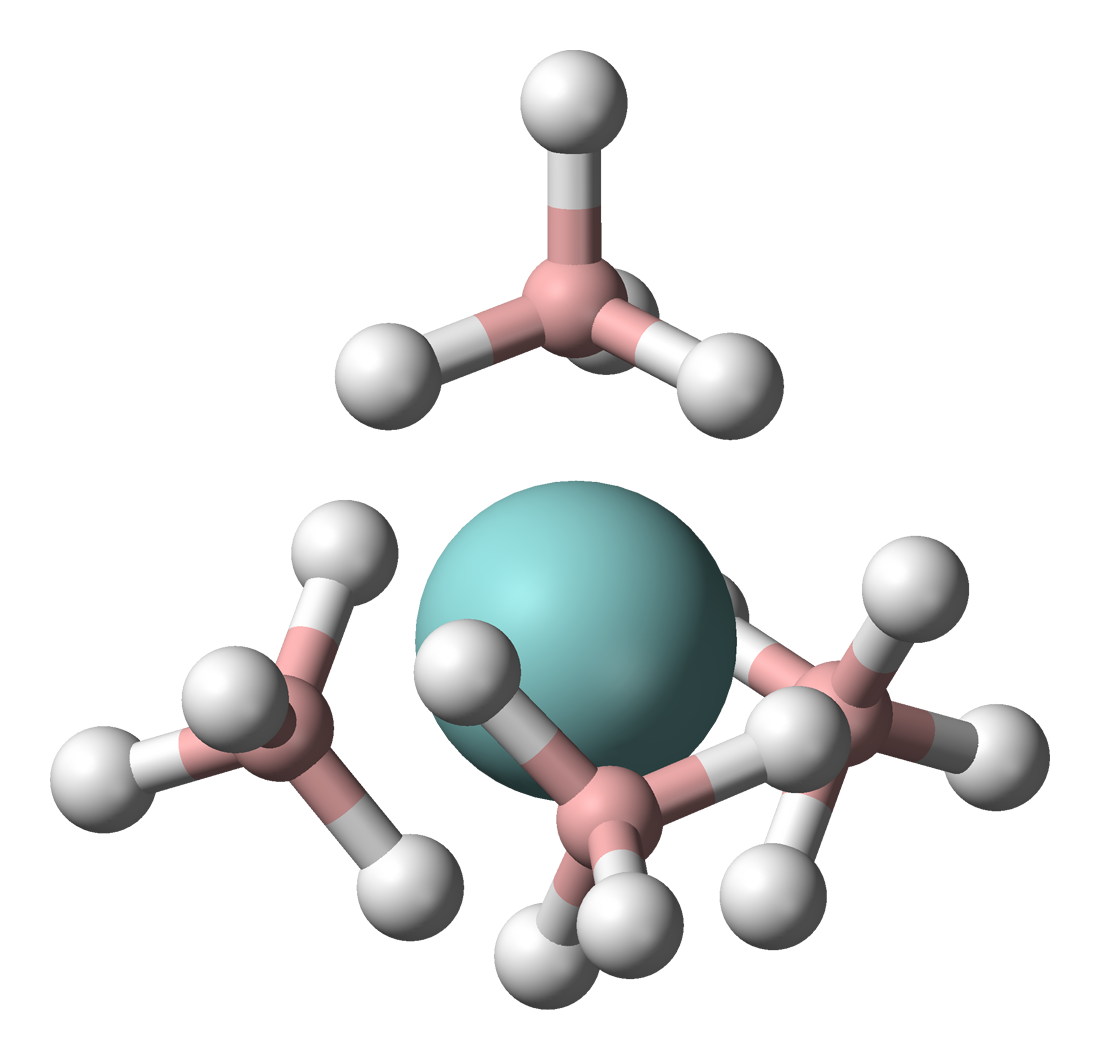
EStructura 3D del Zr[BH4]4

En sus complejos de coordinación, el ion borohidruro está unido al metal por medio de uno a tres átomos de hidrógeno puente. En la mayoría de estos compuestos, el ligando [BH4]- es bidentado. Algunos complejos de borohidruro homolépticos son volátiles. Un ejemplo es el borohidruro de uranio.
Los complejos de borohidruro metálico pueden prepararse a menudo mediante una sencilla reacción de eliminación de sales:
   TiCl4 + 4 Li[BH4] + Et2O (solvente) → Ti[BH4]4·Et2O + 4 LiCl

### Descomposición
Algunos tetrahidroboratos metálicos se transforman al calentarse para dar boruros metálicos. Cuando el complejo borohidruro es volátil, esta vía de descomposición es la base de la deposición química en fase vapor (CVD), una forma de depositar películas delgadas de boruros metálicos. Por ejemplo, el diboruro de circonio ZrB2 y el diboruro de hafnio HfB2 pueden prepararse mediante CVD del tetrahidroborato de circonio(IV) Zr[BH4]4 y el tetrahidroborato de hafnio(IV) Hf[BH4]4:
M[BH4]4 → MB2 + B2H6 + 5 H2
Los diboruros metálicos se utilizan como recubrimientos por su dureza, alto punto de fusión, resistencia al desgaste y a la corrosión y buena conductividad eléctrica.